# Shiro Games
Shiro Games est un studio indépendant de développement de jeux vidéo français fondé par Sebastien Vidal (ancien directeur de NCSoft Europe) et Nicolas Cannasse (cofondateur de Motion Twin), le studio est basé à Bordeaux.

## Jeux vidéo
| Titre            | Année | Plates-formes                                                                 | Notes                                    |
| ---------------- | ----- | ----------------------------------------------------------------------------- | ---------------------------------------- |
| Evoland          | 2013  | Windows, MacOS, Android, iOS, Linux, PlayStation 4, Nintendo Switch, Xbox One | Édité par Playdigious sur iOS et Android |
| Evoland 2        | 2015  | Windows, MacOS, Android, iOS, Linux, PlayStation 4, Nintendo Switch, Xbox One | Édité par Playdigious sur iOS et Android |
| Northgard        | 2018  | Windows, MacOS, Linux, PlayStation 4, Nintendo Switch, Xbox One ,Android, iOS | Édité par Playdigious sur iOS et Android |
| Darksburg        | 2020  | Windows, MacOS, Linux                                                         |                                          |
| Wartales         | 2021  | Windows                                                                       | Edité par Shiro Unlimited                |
| Dune: Spice Wars | 2022  | Windows                                                                       | Edité par Funcom                         |

### Evoland
Evoland a été initialement réalisé en tant que jeu pour la 24e Ludum Dare en 2012. Le thème de la compétition de cette année était "Evolution", Vidal et Cannasse ont choisi de réaliser un jeu dans lequel le jeu change lorsque le personnage progresse, en reflétant l'évolution et l'histoire des RPGs dans le jeu vidéo. Le jeu a été choisi comme le gagnant du 24e Ludum Dare en 2012. 

### Northgard
Inspiré de la mythologie nordique, Northgard est un jeu de stratégie qui voit s'affronter des clans de Vikings pour le contrôle d'un mystérieux continent sauvage.
Plusieurs DLC sont venus enrichir le contenu disponible.

### Wartales
Wartales est un RPG médiéval en monde ouvert où le joueur incarne une équipe de mercenaires en quête de richesses. Le jeu est sorti le 12 avril 2023.

### Dune: Spice Wars
Dune : Spice Wars est un RTS de type 4X dans l'univers de Dune.
Le jeu est édité par Funcom.
Un accès anticipé a été possible dès le 22 Avril 2022. La date de sortie est le 14 Septembre 2023.

### Projets suspendus, annulés
Untildark